# Paisaje protegido de la Resbala
El paisaje protegido de la Resbala se ubica en la isla de Tenerife (Canarias, España).
Constituye un paraje con destacadas comunidades rupícolas y con especies amenazadas y protegidas que eleva el interés científico y de conservación de la zona. Se dispone ocupando la ladera de La Florida y parte de las medianías del Valle de La Orotava. En la Resbala se encuentra el núcleo poblacional de Pino Alto, con tan solo 241 habitantes. Tiene un origen geológico a partir de los procesos volcánicos que dieron lugar a la cordillera Dorsal de Pedro Gil.

## Localización
Con una superficie de 776,6 hectáreas, la Resbala se extiende por el municipio de La Orotava. En el interior de este espacio se halla la reserva natural integral de Pinoleris. Además, establece límites con el paisaje protegido de Las Lagunetas al este y con el parque natural de la Corona Forestal al sur.

## Flora
La mitad sur del paraje está caracterizado por una gran cantidad de especies rupícolas endémicas de importancia, así como también por la extensa presencia de tabaibas salvajes (Euphorbia regis-jubae). A cotas más altas habría que destacar las poblaciones de castaños (Castanea sativa) y eucaliptos (Eucaliptos sp.). La mitad norte de la Resbala se ha visto transformada por la acción humana aunque sin embargo ha permanecido como un paisaje eminentemente rural. Dentro de este último sector se encuentra la reserva natural integral de Pinoleris, que ostenta la consideración de Área de Sensibilidad Ecológica.

## Fauna
Entre la fauna del lugar sobresalen las denomimadas palomas endémicas de la laurisilva: hablamos de la paloma rabiche (columba junoniae) y de la paloma turqué (columba bollii), así como de otras especies. Destaca a su vez la presencia de algunas rapaces como el gavilán (accipiter nisus).